# Jun Hong Lu
Maestro Jun Hong Lu (cinese: 卢军宏; Shanghai, 4 agosto 1959 – Sydney, 10 novembre 2021) è stato un educatore di pace cinese naturalizzato australiano.
Fu Presidente del Centro di Ricerca Buddista Cinese-Australiano, Presidente e Direttore dell'Associazione di Beneficenza Buddista Orientale dei Media Australiani e registrata da luglio 2015 sotto il Global Compact delle Nazioni Unite come organizzazione non governativa (ONG).

## Premi e riconoscimenti
- In riconoscimento degli sforzi di Lu per promuovere la Cultura Cinese Tradizionale, il Buddismo e la Pace Mondiale, la Fondazione Unity of Faith, fondata nel Regno Unito, lo ha onorato con il "Premio della Pace Mondiale e del Buddismo" e con il titolo di "Ambasciatore della Pace Mondiale" nel luglio 2012.[1]
- Nel settembre 2012, Lu è stato invitato a dare un discorso pubblico all'Università di Harvard.
- Nell'ottobre 2012 ha ricevuto il "British Community Honors Award" presso la House of Lords in Regno Unito. Questo riconoscimento è onorato da Sua Maestà la Regina Elisabetta II per i membri della Comunità Britannica per il loro contributo alla società.
- Il 31 marzo 2014, Lu è stato insignito del titolo di Professore Onorario dell'Università di Siena in Italia. La cerimonia è stata effettuata nell'ambito del Master Program del Governo Globale e della Diplomazia Culturale dell'Università di Siena.[1]
- L'annuario di "Who's Who of China 2014" elenca le persone che in vari campi hanno dato grandi contributi alla Cina. È stato approvato per la pubblicazione dall'Amministrazione Generale della Stampa Cinese. Si tratta dell'unica pubblicazione ufficiale in Cina che elenca i prominenti individui cinesi sotto forma di annuario. L'edizione 2014 contiene informazioni biografiche dettagliate su persone in vari campi che hanno avuto un impatto sulla vita cinese nel 2014. Assieme al presidente cinese Xi Jinping, anche Jun Hong Lu è stato presente nell'edizione 2014.[2]
- Il Maestro Lu è stato invitato a partecipare ad un vertice globale presso la sede delle Nazioni Unite a New York come relatore principale. L'obiettivo del vertice è stato formulare una mappa stradale per una cultura della pace come prevenzione e mediazione dei conflitti. In apprezzamento per la dedizione e il servizio del Maestro Lu alla promozione dell'Istruzione per la Cultura della Pace, il vertice ha premiato il Maestro Lu con il titolo "Ambasciatore dell'educazione della pace". Il premio è stato presentato da Emil Constantinescu, ex presidente della Romania e da Joana, direttore esecutivo del Comitato Strategico Internazionale di Alleanza.[3]

## Promozione della pace e del buddhismo
Dal 2010, in risposta agli inviti da parte di seguaci buddisti in tutto il mondo, Lu e il suo gruppo di propagazione del Dharma hanno organizzato colloqui pubblici in molti paesi e regioni tra le grandi città dell'Australia, di New York, di Los Angeles, di San Francisco e di Boston negli Stati Uniti; A Toronto e Vancouver in Canada; A Brussel in Belgio, Madrid in Spagna e Roma in Italia. Lu ha anche tenuto colloqui a Singapore, in Malesia, a Hong Kong, in Regno Unito, in Francia, in Germania, in Danimarca, in Thailandia, in Nuova Zelanda e in Taiwan.
Nel dicembre 2013 Lu è stato invitato a dare un discorso all'Istituto per la Diplomazia Culturale (ICD) per riconoscergli il contributo dato alla comunità internazionale. Institute for Cultural Diplomacy ( ICD)

## Pubblicazioni
Il Maestro Lu ha scritto oltre 30 libri sull'insegnamento buddista e tutti sono disponibili gratuitamente e non in vendita. Alcuni dei suoi libri sono stati tradotti in inglese, francese, spagnolo e tedesco.

## Visualizzazioni

### Il Buddismo Mahayana
Secondo Jun Hong Lu, la Guan Yin Citta Dharma Door appartiene alla tradizione buddista Mahayana. Incoraggia le persone a recitare quotidianamente scritture buddhiste (sutra e mantra), praticare la liberazione della vita (cioè salvare la vita degli esseri destinati alla macellazione) e fare grandi voti per aiutare più persone possibile. Si ritiene che queste tre "pratiche d'oro" costituiscano una solida base per un miglior benessere fisico e mentale.

#### Le tre pratiche buddista d'oro di Guan Yin Citta
- Recitare sutre/mantre buddiste: Guan Yin Citta ritiene che recitare quotidianamente dei sutra e dei mantra buddisti aiuti a trarre beneficio dalle benedizioni dei Buddha e dei Bodhisattva. La recitazione non solo aiuta a eliminare il karma negativo, ma porta anche forza, sapienza e pace interiore, in modo da poter superare tutti i tipi di ostacoli. I tre principali sutra e mantra recitati dai seguaci di Guan Yin Citta sono: la Mantra della Grande Compassione, il Sutra del Cuore e gli Ottantatuni Paganini.[7]
- Praticare una liberazione dello spirito: liberare animali, specialmente quelli in grave pericolo di essere uccisi, è una pratica popolare eseguita da tutte le scuole di buddismo. Guan Yin Citta ritiene che la creazione di animali liberi aiuti a coltivare la compassione verso tutti gli esseri umani e ad approfondire la comprensione del fatto che tutti gli esseri viventi sono interdipendenti.[8]
- Praticare grandi voti: quando si fa un voto, si deve essere motivati per soddisfarlo. Il voto può allora diventare un'energia molto forte e può superare innumerevoli ostacoli. Ciò è particolarmente vero quando si fa un voto per compassione. Vedendo le sofferenze e ascoltando le grida degli esseri senzienti, il Bodhisattva provoca immensa compassione e promette di beneficiare tutti gli esseri senzienti.[9]

### Organizzazione
Il blog ufficiale in lingua cinese di Jun Hong Lu sottolinea l'importanza per i seguaci di Guan Yin Citta di rispettare le regole dei rispettivi paesi e regioni quando esercitano la Guan Yin Citta Dharma Door.

### Religioni
In un'intervista con International Radio France, il maestro Lu ha dichiarato che "Il motivo di avere 84.000 Dharma è quello di accogliere tutti gli esseri e le creature per comprendere il sé stesso e per creare un mondo sentimentale. Si è abbastanza buoni finché si hanno cuore e anima per creare un posto migliore per tutti gli esseri: è per questo che rispettiamo il Dharma, non importa quale Dharma scegli, sarà comunque il cammino che dovrai procedere, questo è un punto molto importante. I cinesi a Sydney praticano una dieta vegetariana durante il primo e il quindicesimo giorno del calendario cinese, e ci sono anche un sacco di cinesi che adorano il Buddha durante le stagioni festive, alcuni anche sanno come fare amorevole gentilezza, alcune organizzazioni a Sydney come la Tzu Chi Foundation, la Pure Land Buddhism del Maestro Chin Kung e anche la Maestro Hsing Yun’s Nan Tien Temple del maestro Hsing Yun sono tutti ben consolidati con la stessa priorità, e cioè quella di portare avanti l'insegnamento buddista per unire tutti in modo fisico, mentale e spirituale. Pertanto, credo che ogni cinese buddhista di tutto il mondo dovrebbe continuare a praticare il buddismo in quanto beneficerà della creazione di un mondo pacifico e armonioso".

### La pace nel mondo
Il 26 marzo 2014 a Washington, DC, il maestro Lu ha partecipato ad un vertice globale sulla pace mondiale come relatore principale del Congresso Usa. Ha ricevuto il titolo di "Ambasciatore della pace mondiale" al vertice. Il maestro Lu ha sottolineato che il sogno di un mondo pacifico può essere realizzato solo se ci trattiamo con compassione e mostriamo gentilezza nelle nostre comunità.
In un'intervista di A9 TV, il maestro Jun Hong Lu ha affermato che spera molto che possiamo unirci tutti insieme e cambiare il modo in cui ci trattiamo. Tutti noi dovremmo trattare l'altro con cura e amore. Solo da questo tipo di atteggiamento possiamo raggiungere la pace nel mondo e possiamo perdonarci l'un l'altro per i nostri errori. Poi potremmo abbattere le armi e non voler più entrare in conflitto. Questo è l'unico modo per arrivare alla pace mondiale.

## Filantropia

### Alluvione
- Fiume Azzurro, Cina - 1998
- Brisbane, Australia - 2011[15]
- Kelantan, Malesia - 2015[16]

### Terremoto
- Sichuan - 2008
- Sichuan - 2013[17]

### Programma di aiuti per la disaster
- Tzu Chi Foundation - 2013[18]
- Nel 2013, Jun Hong Lu, con la sua squadra del Centro di Ricerca Buddista Cinese-Australiano, ha organizzato un evento di beneficenza per raccogliere fondi per gli studenti tibetani con difficoltà finanziarie.
- Nel 2014, Jun Hong Lu ha istituito l'Associazione Buddista di Beneficenza Australiana dei Media Orientali (AOMB). AOMB si rivolge a persone che soffrono di malattie mentali, raccoglie denaro per adulti e bambini con disabilità e organizza eventi caritatevoli per sostenere gli sforzi di soccorso in tutto il mondo.[19]